# Galeto Lisboa

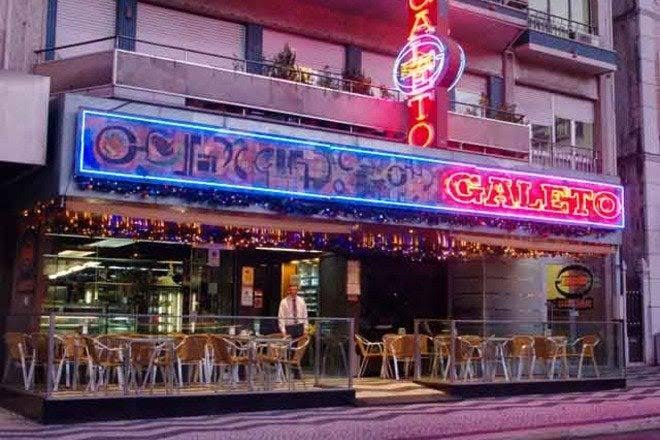
Entrada do restaurante e snack-bar Galeto na Avenida da República 14, em Lisboa.

O Galeto é um tradicional snack-bar e restaurante localizado na Avenida da República, na cidade de Lisboa, em Portugal, cuja arquitetura e história contribuem à notoriedade do estabelecimento, pelo que é considerado um dos mais tradicionais da cidade. 

## História
O estabelecimento foi fundado em 29 de julho de 1966 por seis sócios originários do Norte do País e emigrados no Brasil, Arlindo Gonçalo, Isidro Moreira, Arlindo de Castro, António Ferreira, Manuel Gaspar e António de Oliveira. Lá ganharam projeção com diversos restaurantes tradicionais no Rio de Janeiro, que decidiram regressar a Portugal e juntar-se na fundação e participação num negócio de restauração. 

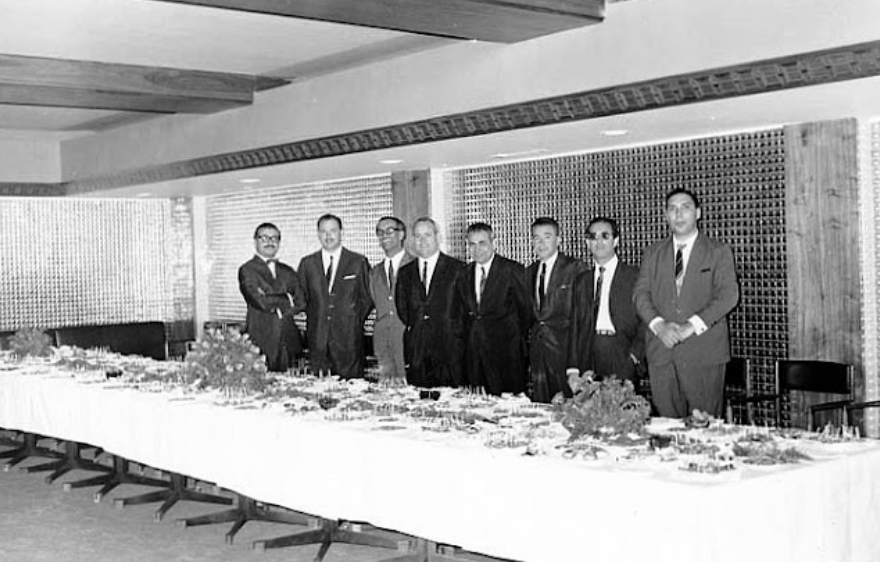
Arquitetos Victor Palla e Bento d’Almeida junto aos sócios do “Galeto”, no dia da inauguração, 29 de julho de 1966.

Além disso, a fim de estimular o turismo, a construção do Galeto estaria relacionada a um investimento da construção de um hotel, que nunca chegaria a acontecer.
Dentre os trinta snack-bars projetados pelos arquitetos, Joaquim Bento d'Almeida (1918-1997) e Víctor Palla (1922-2006), o estabelecimento também se encontra nesta lista, ao passo que, atualmente, é o único cujo desenho permanece como o original e que se mantém em funcionamento.
O ambiente do salão conta com capacidade para 125 pessoas, e, na cave, o restaurante com 78 lugares, além duma média de 150 funcionários.
A arquitetura é composta por paredes de madeira maciça com formas talhadas, balcões de madeira envernizada com dezanove lugares, cadeiras de balcão giratórias e um letreiro iluminado à entrada com o nome do snack-bar e restaurante nas cores vermelho e azul.
Na altura da inauguração, estes detalhes arquitetónicos foram considerados modernos, pois havia um maior contacto entre os funcionários e os clientes que se encontravam diretamente, os clientes deixaram de ser divididos por mesas, mas abrigados paralelamente e não havia uma regra geométrica absoluta entre a disposição dos assentos. Algo que, no contexto do Estado Novo, potenciou mutações socioculturais, pois reforçava uma ideia de unidade, devido à confluência entre pessoas de diversos tipos sociais, a uma convivência mais participativa e menos hierarquizada entre os clientes e os empregados e à intensa rotatividade do salão.

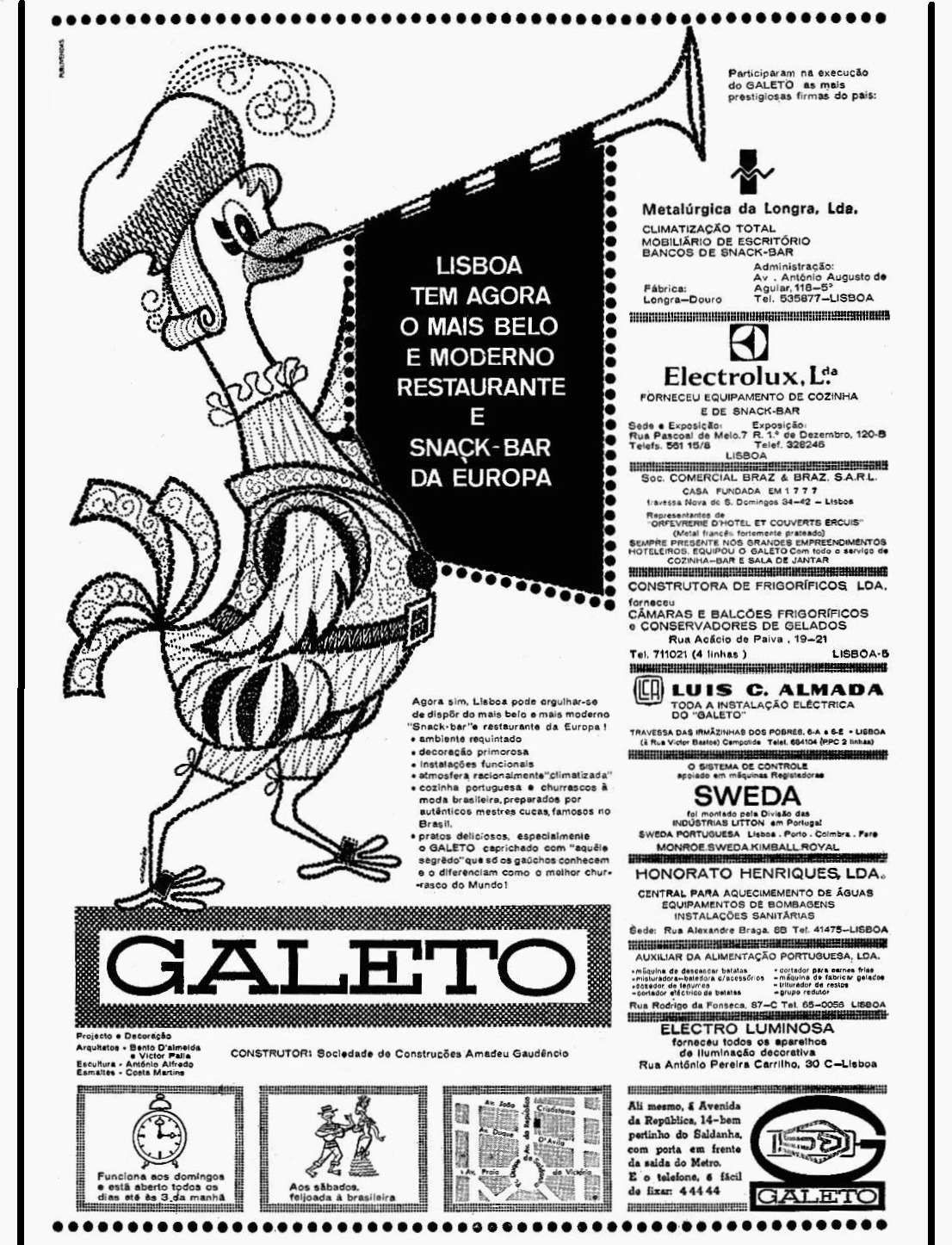
Propaganda da abertura do restaurante e snack-bar Galeto, em julho de 1966.

O horário de funcionamento d’O Galeto de 07:30h até 03:30h, pelo que as ementas abrangem desde o pequeno-almoço ao jantar, e os preços das refeições aumentam após às 22h.
Entretanto, o horário só foi estendido até às 3h30 por influência de Krus Abecassis, presidente da Câmara Municipal de Lisboa entre 1980 e 1989. Assim, a reputação do estabelecimento passa a estar associada às noites lisboetas.

## Ementas
O nome “Galeto” do estabelecimento, possivelmente atribuído por um dos fundadores, e um dos pratos principais das ementas disponíveis, refere-se a um prato típico da culinária italiana, embora seja especialmente popular na Região Sul do Brasil. Trata-se de frango jovem assado, geralmente temperado com ervas, e servido com acompanhamentos diversos.
As ementas subdividem-se em sobremesas, pratos e bebidas. A variedade de pratos encontra-se nos doze tipos diferentes de omeletas, a originalidade dos nomes dos gelados, como, por exemplo: Leviano, Capricho ou Monterosa e os combinados de hambúrgueres, tostas e batatas fritas acompanhadas de esparregado. 

## Gestão
Em 2007, após a morte do último sócio inicial do Galeto, António Oliveira, a gestão passou à sua filha, Romilda. Entretanto, devido à crise financeira e às obras do Metropolitano de Lisboa, a gestão do estabelecimento alterou-se novamente.
Atualmente, o único proprietário do Galeto é o empresário português Francisco Oliveira, descendente de um dos sócios iniciais, António de Oliveira.

## Legado
Dentre as personalidades da sociedade portuguesa que frequentaram o snack-bar e restaurante Galeto, destaca-se o atual presidente de Portugal, Marcelo Rebelo de Sousa, Mário Soares, ex-primeiro-ministro e ex-presidente da república portuguesa, o antigo presidente da Câmara Municipal de Lisboa, Krus Abecassi e Paulo Portas, político e jornalista português, quando dirigia o jornal O Independente.
Em 2016, o Galeto recebeu a Distinção de Loja com História.
Em novembro de 2020, o Galeto teve um episódio na série Visita Guiada da RTP com a autoria da jornalista e apresentadora Paula Moura Pinheiro.